# Recirculation des gaz d'échappement
 (novembre 2016).
Si vous disposez d'ouvrages ou d'articles de référence ou si vous connaissez des sites web de qualité traitant du thème abordé ici, merci de compléter l'article en donnant les références utiles à sa vérifiabilité et en les liant à la section « Notes et références ».
Pour les articles homonymes, voir EGR et vanne (homonymie).
La recirculation des gaz d'échappement ou EGR (pour exhaust gas recirculation) est un système qui consiste à rediriger une partie des gaz d'échappement de moteurs à combustion interne, (moteurs à explosion) dans le collecteur d'admission, pour réduire les émissions d'oxydes d'azote (NOx), sans trop augmenter la quantité de particules rejetées, afin de satisfaire aux normes antipollution les plus récentes, sans avoir à modifier fondamentalement la structure du moteur,. Ce système est devenu de facto obligatoire sur les moteurs Diesel depuis la norme Euro 3 et l'est également sur les moteurs à essence sans distribution variable ou à injection directe.

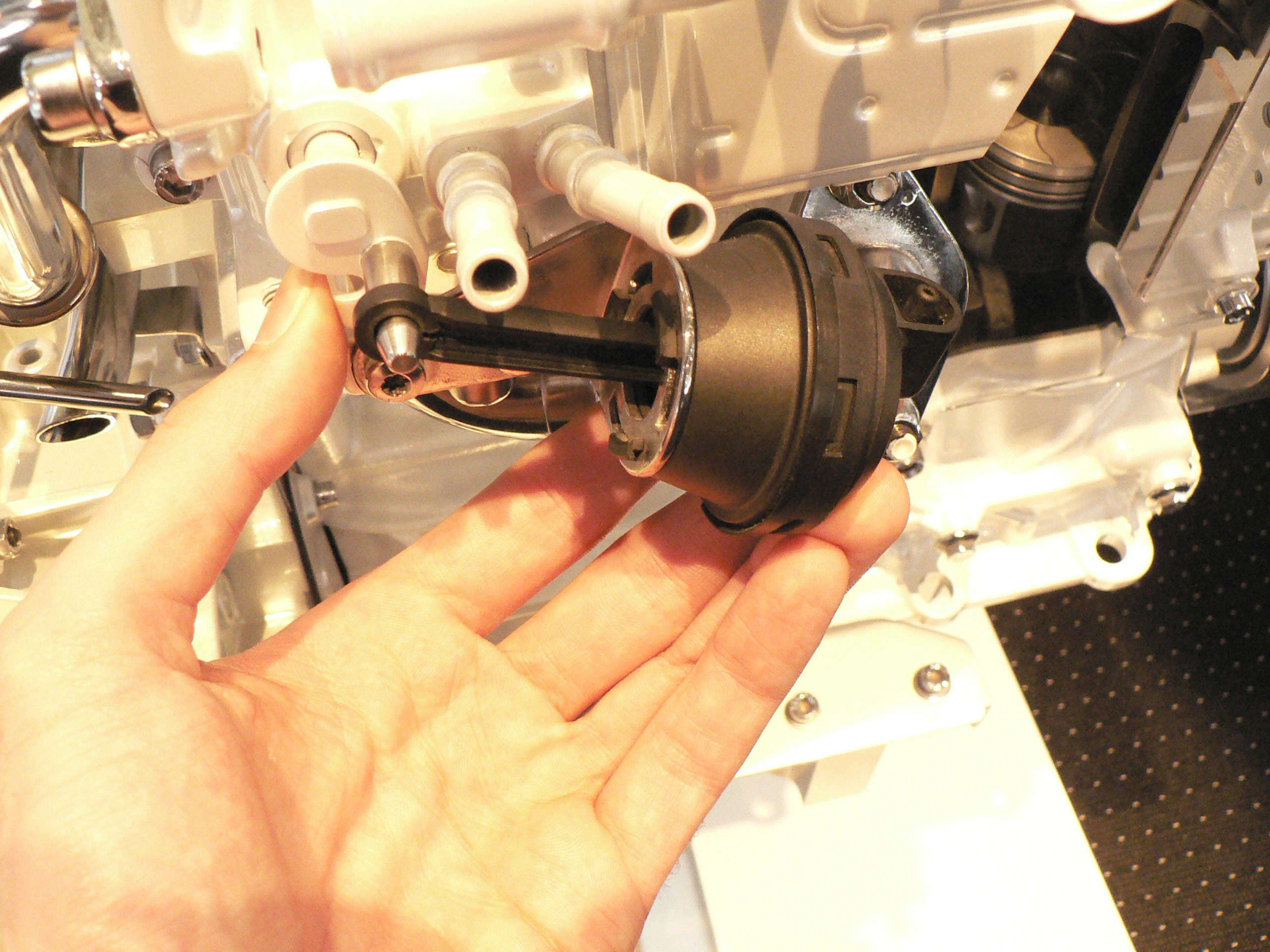
Soupape pneumatique EGR ouverte.

## Problème et description
L'amélioration de la combustion des moteurs des automobiles (essentiellement Diesel), mais aussi des chaudières au fioul, a mené à une augmentation des températures de combustion. Lorsque cette température est supérieure à environ 1 300 °C l'azote de l'air s'oxyde en créant les NOx ce qui a un impact sur la santé de tous les êtres vivants (les NOx étant des irritants pour leurs bronches).
La vanne EGR permet de réduire le taux de NOx, en sortie d’échappement, essentiellement en abaissant la température de combustion via notamment la diminution de la proportion d'oxygène, au détriment du rendement et de la consommation de carburant tout en augmentant la quantité de particules rejetées. Le dosage de gaz brûlé est piloté par l'ordinateur de contrôle moteur, en fonction de la charge et du régime, pour réduire suffisamment la température de combustion sans significativement augmenter la production de suies (ou particules) nocives. La conséquence de l'augmentation des émissions de suies est d'encrasser le moteur et la vanne EGR ce qui peut conduire à son dysfonctionnement ce qui peut la rendre complètement inutile voire néfaste.
La proportion de ces gaz remis en circulation doit être finement adaptée à chaque charge du moteur, et à chaque régime de fonctionnement, afin de respecter l'équilibre entre les émissions d'oxydes d'azote et le taux de particules émises, pour respecter les normes en vigueur. Les normes antipollution de plus en plus exigeantes induisent un besoin accru de la proportion de gaz brûlés et/ou de systèmes permettant de limiter les oxydes d'azote (piège à NOx, SCR, etc.) et les suies grâce au filtre à particules.
Cette utilisation de la vanne EGR peut conduire à polluer rapidement le filtre à particules, et a conduit certains utilisateurs à la bloquer en position fermée, avec en conséquence l'augmentation des émissions d'oxydes d'azote. En France, les nouveaux contrôles techniques cherchent a détecter cette suppression afin d'y remédier très rapidement.

## Histoire

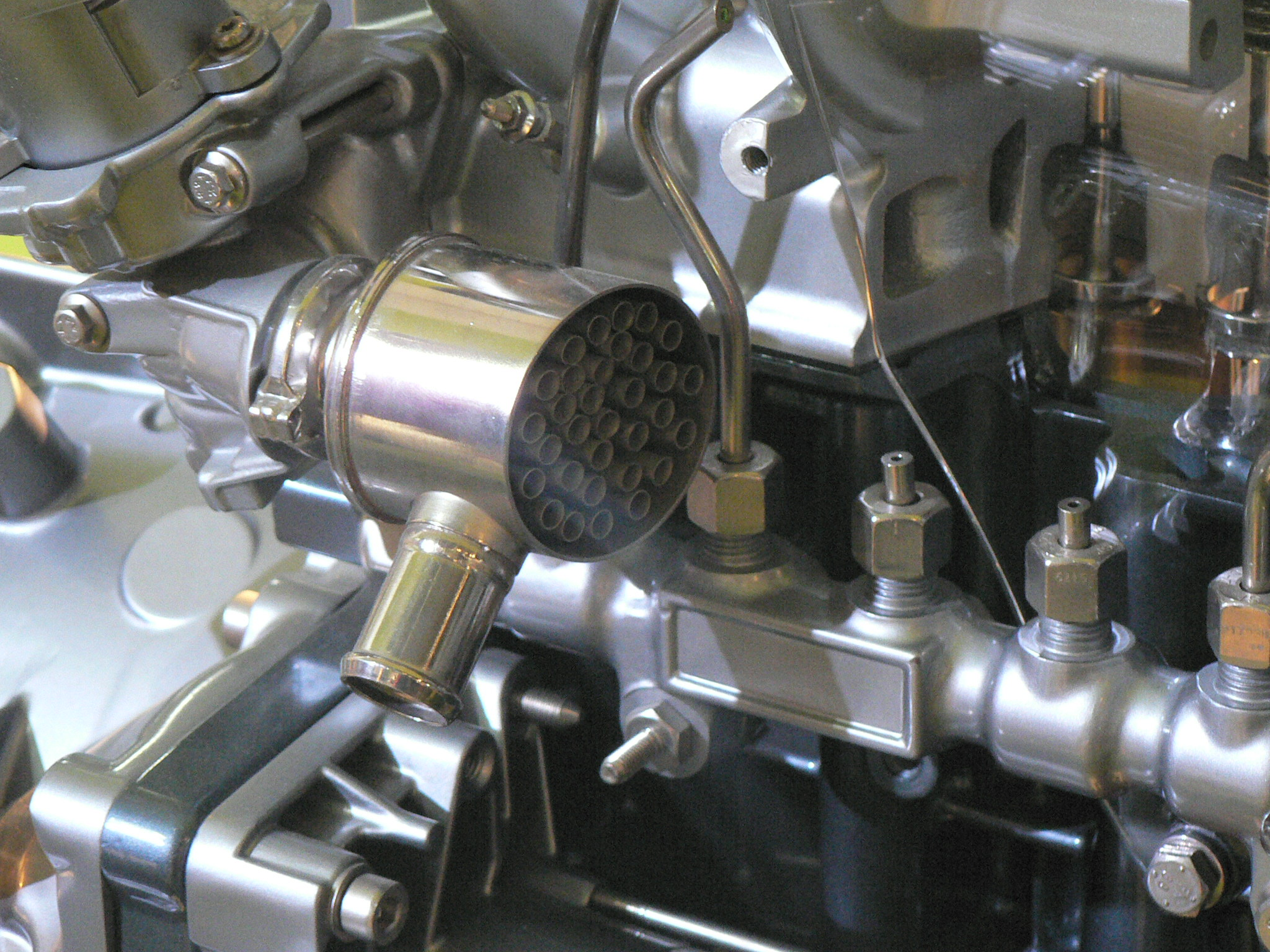
Radiateur de refroidissement des gaz recirculés pour limiter la température de combustion

Ce système a été utilisé en Californie sur les moteurs Diesel à partir du début des années 1970.
Les constructeurs européens l'ont adoptée en 1996, afin de satisfaire à la norme européenne d'émission de polluants dans l'air sans avoir besoin de remettre en cause de manière significative la conception de leur moteur. Le dispositif est un tube qui conduit une partie des gaz brûlés vers l'admission, modulé par la « vanne EGR » ou « soupape EGR », qui est pilotée par l'UCM en fonction du point de fonctionnement du moteur (régime, charge, altitude, température et humidité de l'air, etc.).

## Avantages
C'est un dispositif de réduction des NOx générés par le moteur, pour satisfaire, à moindre coût, aux normes antipollutions.
Ce système permet de :
- ralentir la vitesse de combustion via la diminution de la proportion d'oxygène dans les gaz[b] ;
- augmenter la capacité thermique des gaz en diminuant leur température de combustion[b].

Ceci a pour effet de diminuer la quantité d'oxydes d'azote (NOx) dans les gaz échappement à l'origine notamment de la pollution atmosphérique à l'ozone et des précurseurs des particules fines.
La production d'oxydes d'azote dépendant notamment de la température et de la présence d'oxygène pendant la combustion, l'introduction de gaz brûlés agit sur les deux paramètres (température et proportion d'oxygène). L'influence de la température sur la production d'oxydes d'azote est modélisée par le mécanisme de Zeldovich en 1939.

## Inconvénients
L'EGR augmente la production de particules en raison de la raréfaction de l'oxygène. Il faut trouver un compromis acceptable entre la diminution des oxydes d'azote et l'augmentation de particules via le choix optimum du taux d'EGR pour chaque point de régime et charge. Les gaz recirculés doivent être refroidis afin d'abaisser leur température et diminuer conjointement la production de particules et d'oxydes d'azote pour le même taux d'EGR.
Un des impacts négatifs de ce système est la diminution de la vitesse de combustion, qui entraîne une diminution du rendement du moteur (éloignement du cycle théorique) et induit donc une augmentation de la consommation de carburant. Cependant, la diminution du débit d'air extérieur permet de réduire proportionnellement les émissions de NOx.
L'augmentation de la production de suies lors de la combustion induit une salissure plus prononcée de l'huile moteur et d'une partie de l'admission, du circuit d'échappement du moteur ainsi que le besoin éventuel d'un filtre à particules selon le niveau d'exigence des normes. Lorsqu'il existe le filtre à particules stocke les particules et doit suivre un cycle de régénération permettant de brûler les particules stockées. Ce cycle de régénération peut entraîner une surconsommation de carburant.

## Description du système et possible défaillance
Le système de dépollution par recirculation des gaz d'échappement est constitué d'une conduite permettant de faire transiter une partie des gaz d'échappement vers l'admission, assortie d'un échangeur thermique destiné à refroidir les gaz brûlés et d'une vanne, appelée communément vanne EGR, qui vient régler le débit de gaz brûlés. Cette vanne peut être pilotée par le calculateur de contrôle moteur.
La panne de ce type de système est liée à l'encrassement et au colmatage de la vanne et/ou de l'échangeur par des particules chargées en hydrocarbures huileux, ce qui entraîne le blocage de la vanne en position plus ou moins ouverte ou une diminution du débit de gaz brûlés par l'augmentation de la perte de charge du circuit EGR. L'automobiliste subit alors une perte de puissance, des défauts d'accélération, et une forte production de fumées noires ou un colmatage accéléré du filtre à particules.
Bien qu'il s'agisse d'un défaut de conception, surtout sur les modèles de 1996 à 2005, ces constructeurs demandent aux automobilistes de remplacer la vanne défectueuse à leurs frais. Les associations de consommateurs aident les automobilistes concernés à  faire valoir leurs droits auprès des constructeurs.
La vanne peut se bloquer en « position fermée » en n'occasionnant, dans ce cas, aucune perte de puissance mais ne permettant plus de respecter les normes de pollution.
Si la vanne se bloque en "position ouverte" en permanence, le moteur n'a plus la quantité d'air frais nécessaire et une perte de puissance est observée et un excès de fumées est produit.

## Solution alternative
Les températures de combustion atteintes dans un moteur Diesel performant sont suffisamment élevées pour générer beaucoup d'oxyde d’azote (NOx). Pour pallier cet inconvénient la solution de réduction catalytique sélective nécessite un réservoir d'urée qui doit être réapprovisionné régulièrement. Cependant, afin de limiter la consommation d'urée, les constructeurs automobiles choisissent habituellement d'utiliser conjointement la réduction catalytique et l'EGR.

## Usage frauduleux
À titre d'exemple, l'affaire Volkswagen à partir de 2009, a révélé que la firme utilisait une activation/désactivation programmée de la recirculation des gaz lorsque les conditions de tests de normalisation sont détectées par l'ordinateur de contrôle du moteur (volant droit, plage de régime compatible avec le cycle d'homologation, durée de conduite, etc.), afin de donner l'impression au contrôleur que le véhicule répond aux normes antipollution aussi bien en termes de NOx que de particules rejetées. Cette utilisation curieuse de la recirculation des gaz d’échappement a été identifiée par les américains, terni l'image de marque de Volkswagen et jeté le doute sur l’honnêteté de tous les constructeurs utilisant des moteurs Diesel.

## Plage de température
Sur certains véhicules, des plages de températures sont définies pour ménager la vanne EGR.